# دی‌اتیل فتالات
دی‌اتیل فتالات (به انگلیسی: Diethyl phthalate) با فرمول شیمیایی C۱۲H۱۴O۴ یک ترکیب شیمیایی است. که جرم مولی آن ۲۲۲٫۲۴ g/mol می‌باشد. شکل ظاهری این ترکیب، مایع روغنی بی‌رنگ است.